# Gnäggen
Gnäggen este o arie protejată (arie specială de conservare — SAC, sit de importanță comunitară — SCI) din Suedia întinsă pe o suprafață de 28,5 ha, integral pe uscat.

## Localizare
Centrul sitului Gnäggen este situat la coordonatele 62°56′47″N 18°37′09″E / 62.9463°N 18.6193°E.

## Înființare
Situl Gnäggen a fost declarat sit de importanță comunitară în ianuarie 1998 pentru a proteja 1 specie de animale. Situl a fost protejat și ca arie specială de conservare în martie 2011.

## Biodiversitate
Situată în ecoregiunile boreală și marină baltică, aria protejată conține 1 habitat natural: Insulițe și insule mici din Baltica boreală.
La baza desemnării sitului se află o specie protejată de  mamifere: Halichoerus grypus.